# Strictly Diesel
Strictly Diesel è l'album di debutto del gruppo industrial metal statunitense Spineshank, pubblicato nel 1998 e ristampato nel 2007 dalla Roadrunner Records. Nel brano Stain (Start the Machine) si assiste alla collaborazione di Burton C. Bell, cantante dei Fear Factory, band della quale i membri degli Spineshank stessi sono dei grandi ammiratori, il gruppo stesso si è infatti formato dopo aver ascoltato il loro album Demanufacture.

## Tracce
1. Intake – 2:47
2. Stovebolt – 3:01
3. Shinebox – 3:07
4. Where We Fall – 3:30
5. Detached – 3:22
6. Slipper – 4:16
7. 40 Below – 3:23
8. Strictly Diesel – 3:10
9. Grey – 3:30
10. *28 – 4:00
11. While My Guitar Gently Weeps (cover dei The Beatles) – 4:02
12. If It Breathes – 3:07
13. Mend – 3:05
14. Stain (Start the Machine) – 3:21

## Formazione
- Jonny Santos - voce
- Mike Sarkisyan - chitarra
- Bobbito García - basso
- Tommy Decker - batteria

### Personale aggiuntivo
- Burton C. Bell - voce in Stain (Start the Machine)[1]